# Escut i bandera de Pego
L'escut i la bandera de Pego són els símbols representatius de Pego, municipi del País Valencià, a la comarca de la Marina Alta.

## Escut heràldic
L'escut oficial de Pego té el següent blasonament::
| « | Escut quadrilong de punta redona. En camp d'atzur, dues torres d'or unides per una muralla del mateix metall, maçonades i aclarides de sable. Somat d'un paó de sable dextrat. Al timbre, corona reial oberta. | » |

## Bandera
La bandera de Pego es pot descriure de la següent manera:
| « | Bandera de proporcions 2:3. Tercejada en vertical. A l'asta, de verd; al centre, de blanc; i al batent, quatre franges roges en sentit horitzontal sobre fons groc. El tercer terç de doble amplària que els altres dos. | » |

## Història
L'escut fou rehabilitat per Resolució de 2 de setembre de 2003, del conseller de Justícia i Administracions Públiques, publicada al DOGV núm. 4.591, de 19 de setembre de 2003. És tracta d'un escut heràldic d'ús immemorial.
L'escut tradicional mostra una representació de l'antiga vila emmurallada somada per un paó o pago, senyal parlant relatiu al topònim de la localitat.
L'Ajuntament de Pego feu un treball d'investigació per tal d'homologar l'escut actual. Es basà en el segell, molt deteriorat, de 1707, que es troba a l'Arxiu Municipal, on hi apareixien dues torres i una muralla, i possiblement també una o més portes d'accés i, sobre la muralla, un paó. L'1 de maig de 2001 el Consell d'Heràldica i Vexil·lologia emetí l'informe favorable per a la rehabilitació.
Posteriorment es va trobar un segell anterior, de 1458, també molt deteriorat, similar al de 1707 però on es veu clarament que la muralla té tres portes d'accés, en comptes d'una única porta.

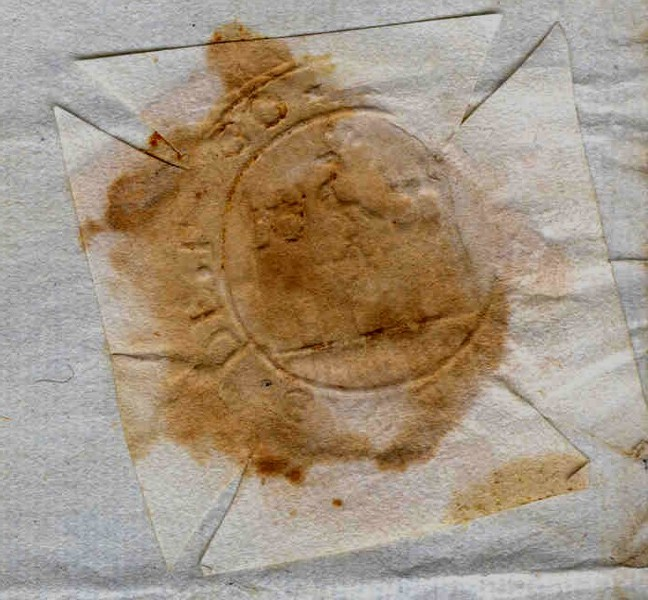
Segell de Pego, de 1707, Arxiu Municipal de Pego.
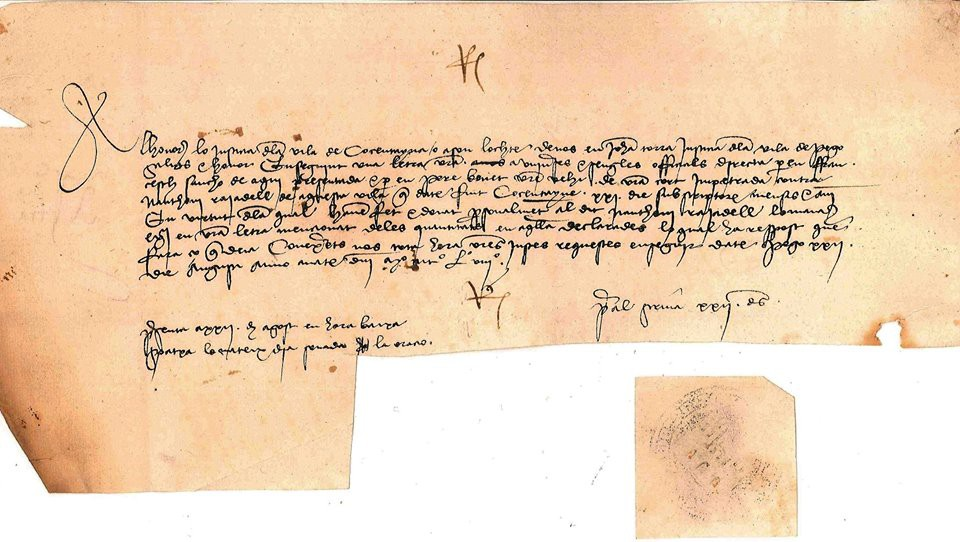
Carta del Justícia de Pego al de Cocentaina, 1458.
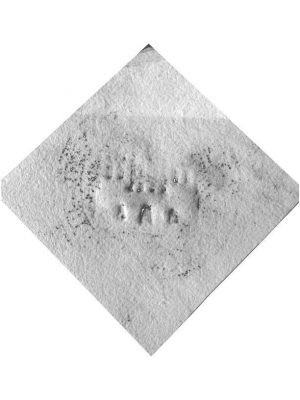
Segell de Pego, de 1458.

En els darrers temps s'havia malinterpretat el paó i se solia representar com una àguila bicèfala coronada. En l'Arxiu Històric Nacional es conserven quatre segells en tinta de Pego de 1876, dos de l'Ajuntament i dos de l'Alcaldia. Hi apareix el paó transformat en una àguila, amb només un cap en els de l'Ajuntament, i bicèfala en els de l'Alcaldia.

Segell de l'Ajuntament, de 1876, AHN.
Segell de l'Alcaldia, de 1876, AHN.
Escut utilitzat abans de 2003.